# Bertil Johansson-Bajo
Arnold Bertil Johansson-Bajo, född 4 januari 1906 i Umeå, död 1982, var en svensk målare, tecknare och teckningslärare. 
Johansson-Bajo var son till byggmästaren O.A. Johansson och Lydia Lindberg. Johansson-Bajo studerade vid Högre konstindustriella skolan 1925–1928 och vid Konsthögskolan i Stockholm 1928–1931. Efter studierna arbetade han under flera år som teckningslärare vid olika skolor samtidigt som han företog en mängd studieresor i Europa. Han deltog som frivillig i finska vinterkriget 1939–1940. Separat ställde han ut på De ungas salong i Stockholm 1944 och vid ett flertal tillfällen på Hantverkshuset i Umeå. Tillsammans med Tore Ahnoff ställde han ut på Lorensbergs konstsalong i Göteborg. Han medverkade i samlingsutställningar på Färg och Form och Liljevalchs konsthall i Stockholm samt nyårssalongen i Helsingborg och han var bland de första som medverkade i det nybildade Västerbottens länskonstförenings utställningar. Hans konst består av figurmotiv, gatubilder, landskap från Norrland, Västkusten, Spanien och Portugal. Johansson-Bajo är representerad vid Västerås konstmuseum, Umeå rådhus och Kindabygdens konstsamling. 